# Gesellschaft der Freunde
Die Gesellschaft der Freunde war von 1792 bis zu ihrem Verbot 1935 ein jüdischer Hilfsverein in Berlin. Seine Mitglieder unterstützten sich gegenseitig in Fällen von Armut, Arbeitslosigkeit, Krankheit und Tod.
Gleichnamige Vereine bestanden auch in Leipzig, Breslau, Wiesbaden und Frankfurt am Main.

## Vereinsgeschichte
Gegründet wurde die „Gesellschaft der Freunde“ am 29. Januar 1792 auf Initiative von Isaac Euchel, Aaron Halle-Wolfssohn, Joseph Mendelssohn, Nathan Oppenheimer und Aron Neo. Zunächst war die Gesellschaft eine Organisation aufklärerischer Junggesellen, die sich aktiv in tagespolitische Auseinandersetzungen, beispielsweise um die „frühe Beerdigung“, einmischte. Um 1820 wandelte sie sich. Sie wurde zum kulturellen Zentrum der jüdischen Gemeinde und zum wichtigsten Verein des Berliner Judentums, geleitet von angesehenen und wirtschaftlich erfolgreichen Persönlichkeiten. Ihren Sitz hatte sie zu jener Zeit auf einem eigenen Grundstück im Berliner Stadtzentrum, Neue Friedrichstraße 35, unweit des Alexanderplatzes und der Synagoge Heidereutergasse.
Ab 1880 zog sich der Verein aus der Öffentlichkeit zurück und wurde zum informellen Zentrum der Führungskräfte der in Berlin ansässigen Privat- und Aktienbanken, Verlagshäuser, Chemie-, Elektro- und anderer wichtiger Unternehmen. In der Zeit der Weimarer Republik kam es zu einer steigenden Beitrittszahl von Mitgliedern ohne jüdischen Hintergrund. Am 25. November 1935 erfolgte das Verbot der Gesellschaft durch die Nationalsozialisten.

## A
- Adolph Abarbanell (1825–1889)
- Adolph Abraham (1824–1904)
- Theodor Abrahamsohn (1862–1941)
- Max Abel (1851–1912)
- Otto Abshagen (1883–1940)
- Salo Adler (1857–1919)
- Gustav Ahrens (1860–1914)
- Jacob Alberty (1811–1870)
- Carl Alexander (1871–1946)
- Joseph Alexander (1809–1885)
- Julius Alexander (1836–1906)
- Fritz Andreae (1873–1950)
- Heinrich Arndt (1789–ca. 1848)
- Max Apt (1896–1957)
- Heinrich Martin Arndt (1787–1871)
- Simon Joel Arnheim (1802–1875)
- Eduard Arnhold (1849–1925)
- Hans Arnhold (1888–1966)
- Caspar Arnstein (1767–1849)
- Adolph Arnstein (1807–1889)
- Manfred Aron (1884–1967)
- Paul Arons (1861–1932)
- Barthold Arons (1850–1933)
- Otto Aschaffenburg (1878–1942)
- Saul Ascher (1767–1822)
- Paul Felix Aschrott (1856–1927)
- Sigmund Aschrott (1826–1915)
- Joseph Aub (1804–1880)
- Baruch Levin Auerbach (1793–1864)
- Leonhard Auerbach (1839–1900)

## B
- Jacob Bacher (1746–1829)
- Leopold Badt (1858–1929)
- Hermann Bamberg (1846–1928)
- Louis M. Bamberger (1837–1917)
- Ernst Friedrich Baschwitz (1869–1943)
- Georg Baschwitz (18754-1942)
- Meyer Samuel Baswitz (1807–1870)
- David Baumgardt (1890–1963)
- Ferdinand Bausback (1884–1948)
- Jacob Herz Beer (1769–1825)
- Georg Beermann (1855–1912)
- Karl Beheim-Schwartzbach (1848–1931)
- Daniel Alexander Benda (1786–1870), 1836 Vorsitzender
- Anton Heinrich Bendemann (1775–1866)
- Felix Benjamin (1871–1943)
- Samuel Bentheim (1758–1819)
- Joseph Berend (1808–1886)
- Bernhard Samuel Berend (1801–1864)
- Ludwig Berliner (1883–1942)
- Aaron Bernstein (1812–1884)
- Siegfried Bieber (1873–1960)
- Abraham Herz Bing (1769–1835)
- Gerson (von) Bleichröder (1822–1893)
- Julius Bleichröder (1828–1907)
- Samuel Bleichröder (1779–1855)
- Alfred Blinzig (1869–1945)
- August Friedrich Bloch (1781–1866)
- Julius Boas (1832–1922)
- Siegmund Bodenheimer (1874–1966)
- Abraham Borchardt (1784–1843)
- Ludwig Borchardt (1863–1938)
- Fritz Bruck (1886–1934)
- Jacob Moses Burg (1784–1840)
- Meno Burg (1789–1853)
- David Bry (1863–1917)

## C
- Moses Caspary (1770–1856)
- David Cassel (1818–1893)
- Wilhelm Cassel (1758–1837)
- Emil Cohn (1832–1905)
- Meyer Cohn (1817–1891)
- Moritz von Cohn (1812–1900)

## D
- Ludwig Delbrück (1860–1913)
- Bernhard Dessau (1861–1923)
- Felix Deutsch (1858–1928)
- Richard Dyhrenfurth (1854–1926)

## E
- Isidor Eisner (1822–1885)
- Heinrich Eisner (1850–1918)
- Hermann Eisner (1897–1977)
- Louis Epenstein (1769–1847)
- Gerhard Eschwe (1765–1839)
- Isaac Euchel (1756/58–1804)
- Carl Emanuel Ezechiel

## F
- Sigmund Feist (1865–1943)
- Hermann Fischer (1873–1940)
- Alexander Flesch (1763–1838)
- Philipp Freudenberg (1833–1919)
- Benoni Friedländer (1773–1858)
- Moses Friedländer (1774–1840)
- Fritz von Friedländer-Fuld (1858–1917)
- Georg Fromberg (1854–1915)
- Joseph Fürst (1794–1859)
- Carl Fürstenberg (1850–1933)

## G
- Eduard Gans (1797–1839)
- Ludwig Geiger (1848–1919)
- Benny Gerson (* 1814)
- David Gerson (* 1815)
- Herrmann Gerson (1813–1861)
- Julius Gerson (* 1821)
- Louis Gerson († 1888)
- Ludwig Max Goldberger (1848–1913)
- Itzig Goldschmidt (1768–1846)
- Jakob Goldschmidt (1882–1955)
- Bruno Güterbock (1858–1940)
- Gustav Güterbock (1820–1910)
- Moritz Güterbock (1802–1875)
- Moritz Gumbinner (1829–1900)
- Ruben Samuel Gumpertz (1769–1851)
- Herbert M. Gutmann (1879–1942)
- Arthur von Gwinner (1856–1931)

## H
- Georg Haberland (1861–1933)
- Carl Hagen (1856–1938)
- Louis Hagen (* 1888)
- Georg Hahn (1864–1953)
- Moritz Hahn (* 1807)
- Oskar Hahn (1860–1907)
- Aaron Halle-Wolfssohn (1756–1835)
- Max Haller (1867–1935)
- James Nathan Hardy (1846–1913)
- Fritz Hartmann (1874–1934)
- Paul von Herrmann (1857–1921)
- Adolph Friedrich Heydemann (1773–1848)
- Aron Hirsch Heymann (1803–1880)
- Carl Heymann (1793–1862)
- Aron Hirsch (1858–1942)
- Julius Eduard Hitzig (1780–1849)
- Arthur Johnson Hobrecht (1824–1912)
- Oscar Huldschinsky (1846–1931)

## I
- Berthold Israel (1868–1935)

## J
- Herrmann Jacobson (1801–1890)
- Israel Jacobson (1768–1828)
- Meyer Jacobson (1789–1877)
- Heinrich Jacoby (1776–1813)
- Max Jaffa (1865–1919)
- Benno Jaffé (1840–1923)
- Israel Lazarus Jaffé (1763–1832)
- Otto Jeidels (1883–1947)
- Isaak Markus Jost (1793–1860)
- Moritz Jutrosinski (1825–1909)

## K
- Ludwig Kastl (1878–1969)
- Ludwig Katzenellenbogen (1877–1944)
- Friedrich Kempner (1892–1981)
- Maximilian Kempner (1854–1927)
- Paul Kempner (1889–1956)
- Kurt von Kleefeld (1881–1934)
- Franz Koenigs (1881–1941)
- Wilhelm Kopetzky (1847–1924)
- Arthur Koppel (1851–1908)
- Leopold Koppel (1854–1933)
- Samuel Kristeller (1820–1900)
- Wilhelm Kuczynski (1842–1918)

## L
- Hans Lachmann-Mosse (1885–1944)
- Eugen Landau (1852–1935)
- Jacob von Landau (1822–1882)
- Kurt Landsberg (1878–1938)
- Moritz Lazarus (1824–1903)
- Joseph Lehmann (1801–1873), 1838 bis 1849 Vorsteher
- Richard Lehmann (1864–1943)
- Benjamin Liebermann (1812–1901)
- Carl Liebermann (1842–1914)
- Josef Liebermann (1783–1860)
- Max Liebermann (1847–1935)
- Adolph Liebermann von Wahlendorf (1829–1893)
- Willy Liebermann von Wahlendorf (1863–1939)
- Ludwig Lesser (1802–1867), 1835–1867 Sekretär der Gesellschaft der Freunde
- Baruch Levin Lindau (1758–1849)
- Isidor Loewe (1848–1910)
- Ludwig Loewe (1837–1886)
- Alfred Hugo Löwenberg (1852–1920)
- Gustav Löwenberg (1824–1904)
- Oscar Loewenberg (1853–1919)
- Hans Luther (1879–1962)

## M
- Meyer Magnus (1805–1883)
- Paul Wilhelm Magnus (1844–1914)
- Salomon Maimon (1753–1800)
- Paul Mamroth (1859–1938)
- Moritz Manheimer (1826–1916)
- Valentin Manheimer (1815–1889)
- Paul Mankiewitz (1857–1924)
- Alexander Mendelssohn (1798–1871)
- Franz von Mendelssohn (1829–1889)
- Franz von Mendelssohn (1865–1935)
- Joseph Mendelssohn (1770–1848)
- Nathan Mendelssohn (1781–1852)
- Robert von Mendelssohn (1857–1917)
- Robert von Mendelssohn (1902–1996)
- Abraham Mendelssohn Bartholdy (1776–1835)
- Otto von Mendelssohn Bartholdy (1868–1949)
- Ernst von Mendelssohn-Bartholdy (1846–1909)
- Paul von Mendelssohn-Bartholdy (1875–1935)
- Albert Philipp Meyer (1834–1899)
- Joel Wolff Meyer (1794–1869)
- Philipp Wolff Meyer (1801–1877)
- Giacomo Meyerbeer (1791–1864)
- Julius Model (1838–1920)
- Moses Moser (1797–1838)
- Eduard Mosler (1873–1939)
- Emil Mosse (1854–1911)
- Max Mosse (1873–1936)
- Rudolf Mosse (1843–1920)
- Salomon Mosse (1837–1903)
- Theodor Mosse (1842–1916)
- Alexander Moszkowski (1851–1934)

## N
- Henry Nathan (1862–1932)
- Aron Neo († 1845)
- Hieronymus Neo († 1850)
- Moritz Neo (1772–1823)

## O
- Carl Daniel (von) Oppenfeld (1800–1871)
- Franz Oppenheim (1852–1929)
- Hugo Oppenheim (1847–1921)
- Mendel Oppenheim (1758–1820)

## P
- Eugen Panofsky (1855–1922)
- Julius Perlis (1874–1935)
- Ludwig Philippson (1811–1889)
- Moritz Plaut (1822–1910)
- Hugo Preuß (1860–1925)
- Hugo Pringsheim (1838–1902)

## R
- Albert Rathenau (1837–1923)
- Emil Rathenau (1838–1915)
- Moritz Rathenau (1800–1871)
- Oscar Rathenau (1850–1926)
- Walther Rathenau (1867–1922)
- Ferdinand Reichenheim (1817–1902)
- Julius Reichenheim (1836–1905)
- Leonor Reichenheim (1814–1868)
- Louis Reichenheim (1806–1882)
- Moritz Reichenheim (1815–1872)
- Robert Remak (1815–1865)
- Peter Theophil Rieß (1804–1883)
- Wilhelm Eduard Rieß (1788–1850)
- Jakob Riesser (1853–1932)
- Ludwig Rintel (1773–1861)
- Samuel Ritscher (1870–1938)

## S
- Gustav Albert Sabersky († 1907)
- Fritz Sabersky (1880–1952)
- Max Sabersky (1840–1887)
- Adolph Salomonsohn (1831–1919)
- Arthur Salomonsohn (1859–1930)
- Hjalmar Schacht (1877–1970)
- Adolph Martin Schlesinger (1769–1838)
- Liebermann Schlesinger (1758–1836)
- Paul Schmidt-Branden (1885–1955)
- Julius Leopold Schwabach (1831–1898)
- Paul Hermann von Schwabach (1867–1938)
- Paul Julius von Schwabach (1902–1937)
- Julius Schwarz (1881–1931)
- Carl Friedrich von Siemens (1872–1941)
- Carl Berthold Simon (1828–1901)
- Eduard Georg Simon (1864–1929)
- James Simon (1851–1932)
- Abraham Simonsohn (1774–1825)
- Ernst von Simson (1876–1941)
- Karl Ernst Sippell (1889–1945)
- Curt Sobernheim (1871–1940)
- Moritz Sobernheim (1872–1933)
- Georg Solmssen (1869–1957)
- Emil Georg von Stauß (1877–1942)
- Martin Steinthal (1798–1892)
- Max Steinthal (1850–1940)
- Julius Stern (1820–1883)
- Julius Stern (1858–1914)
- Martin Stettiner (1826–1888)
- Richard Stettiner (1865–1927)
- Wolfgang Straßmann (1821–1885)
- Louis Sussmann-Hellborn (1828–1908)

## T
- Georg Tietz (1889–1953)
- Oscar Tietz (1858–1923)
- Ludwig Traube (1818–1876)

## U
- Franz Ullstein (1868–1945)
- Hans Ullstein (1859–1935)
- Hermann Ullstein (1875–1943)
- Leopold Ullstein (1826–1899)
- Louis-Ferdinand Ullstein (1863–1933)
- Moritz Ulmann (1765–1840)
- Rudolf Ungerleider (1833–1911)

## V
- Eduard Veit (1824–1901)
- Moritz Veit (1808–1864)
- Moritz Daniel Volkmar (1792–1864)

## W
- Hermann Wallich (1833–1928)
- Paul Wallich (1882–1938)
- Meyer Warburg († 1801)
- Marcus Warschauer (1777–1835)
- Robert Warschauer senior (1816–1884)
- Robert Warschauer junior (1860–1918)
- Georg von Wassermann (1901–1973)
- Max von Wassermann (1863–1934)
- Oscar Wassermann (1869–1934)
- Sigmund Wassermann (1889–1958)
- Fritz Wintermantel (1882–1953)
- Michael Wolff (1771–1856)
- Richard Wolffenstein (1846–1919)
- Aaron Halle-Wolfssohn (1756–1835)
- Caesar Wollheim (1814–1882)
- Daniel Israel Wulff (1777–1848)

## Z
- Leopold Zunz (1794–1886)
- Hugo Zwillenberg (1885–1966)